# 9816 von Matt
9816 von Matt là một tiểu hành tinh vành đai chính với chu kỳ quỹ đạo là 1611.8132299 ngày (4.41 năm).
Nó được phát hiện ngày 24 tháng 9 năm 1960.